# Drucilla Strain
Drucilla Anna Strain (1913-1994), est une actrice américaine de comédie musicale et Ziegfeld Girl,.

## Biographie
Drucilla Anna Strain est la fille de Robert Strain (1893-1950) et d'Anna Fallon (1894-1981).

## Carrière
Drucilla Strain débute à Broadway dans la comédie musicale Follow Thru au Chanin's 46th Street Theatre en 1929, puis joue dans The New Yorkers en 1930, dans Ballyhoo of 1932, dans Anythings Goes de Cole Porter en 1934, dans On Your Toes en 1936, dans Boys and Girls Together en 1940, dans The Lady Comes Across en 1942,  dans Jackpot en 1944.
Elle apparait dans Dancing in the Streets en 1943, à Boston; dans le spectacle de magie et de variété, The Mercury Wonder Show (en), produit par Orson Welles au Mercury Theatre de New York en 1943, comme divertissement pour les soldats américains; A Broadway, dans Hollywood Pinafore (en) en 1945,; dans Nellie Bly et dans Around the World in Eighty Days en 1946.

## Iconographie
Elle a été photographiée par Alfred Cheney Johnston qui a travaillé pour Florenz Ziegfeld pendant plus de 15 ans, prenant principalement des photographies publicitaires et promotionnelles des interprètes des Ziegfeld Follies,,.

## Vie privée
Elle épouse Charles Eugene Teagarden (1913-1984) en 1931 ; ils ont une fille Druanne Teagarden (1939-1981). Elle a ensuite épousé Dick Stone en secondes noces.